# كورنو كاماستشيو
كورنو كاماستشيو (بالإنجليزية: Corno Campascio)‏ هو أحد جبال سلسلة سلسلة بيرنينا وجزء من القمة الأم Piz Canfinal يقع في كانتون غراوبوندن، سويسرا ولومبارديا، إيطاليا. يبلغ ارتفاع الجبل حوالي 2808 متر، بينما يبلغ ارتفاع نتوء الجبل 108 متر.